# Петровка (Павловский район)
Петро́вка — село в Павловском районе Воронежской области Российской Федерации.
Административный центр Петровского сельского поселения.

## География
Расположено на левом берегу реки Осередь, в 15 км к северо-востоку от города Павловска.

## История
Село было основано как слобода Сафоновка в 1714 году переселенцами из Черкасс. К 1735 году эти земли принадлежали князю Трубецкому. После подавлении волнений 1766 года в соседней слободе Михайловке, Сафоновка была выкуплена помещиком Петровым, от которого и стала называться Петровкой.

## Население
| 1859 | 1897  | 2009  | 2010  |
| ---- | ----- | ----- | ----- |
| 3472 | ↘2658 | ↘1886 | ↗1917 |

## Улицы
| - ул. 1 Мая - ул. Гагарина - ул. Давиденко - ул. Дзержинского - ул. К. Маркса - ул. Кирова | - ул. Комарова - ул. Ленина - ул. Лизы Чайкиной - ул. Луговая - ул. Полевая - ул. Пролетарская | - пр. Революции - ул. Советская - ул. Чапаева - ул. Шаповаловой - ул. Шевченко |

## Инфраструктура
В селе имеется Петровская средняя общеобразовательная школа.

## Достопримечательности
Здесь находится церковь Александра Невского, построенная в 1886 году по проекту архитектора Д. В. Знобишина в память императора Александра II.